# Aminométhyltransférase
L'aminométhyltransférase (AMT), ou protéine T, est une aminotransférase qui catalyse la réaction :
[protéine]-S8-aminométhyldihydrolipoyllysine + tétrahydrofolate  {\displaystyle \rightleftharpoons }  [protéine]-dihydrolipoyllysine + 5,10-méthylènetétrahydrofolate + NH3.
Cette enzyme est l'un des quatre composants du système de clivage de la glycine, qui intervient en réponse à des taux élevés de glycine, chez les humains comme chez les plantes, où il joue un rôle dans la photorespiration au sein des chloroplastes.